# Giglio
Giglio és una illa i un municipi de la província de Grosseto, a la costa de la Toscana, a Itàlia, al sud-est de l'illa d'Elba. És la més gran de les illes de la Toscana després d'Elba i té uns 10 km de llarg i la meitat d'ample. Està separada 16 km del cap Argentario. Té un perímetre de 27 km amb nombroses cales i badies, entre les quals destaquen les de Cannelle (a l'est, just al sud de Giglio Porto), Caldane (a l'est, just al sud de l'anterior), Arenella (nord-est), i Campese (nord-oest), de les quals les dues darreres porten el nom dels petits poblets que hi ha a cada una.
La ciutat principal és Giglio Porto, i al nord-oest, sobre un turó, Giglio Castello. El Poggio della Pagana és l'altura màxima de l'illa, amb 496 metres, situat al centre de l'illa; molt a prop hi ha el Poggio della Chiusa, amb 487 metres. L'antic far és a 287 metres, al nord de l'illa. La punta del nord es diu Punta del morto, i a l'oest sobresurt de la costa la península de Franco, amb les puntes Faraglione (nord), Gasso (centre) i Mezo Franco (sud). Al sud de l'illa hi ha la punta de Capel Rosso. La costa oriental és la més accidentada, i en destaquen les puntes della Carburgina i Radice (nord-est), Lazaretto, Gabianaria i l'Scole (que formen la badia de Giglio Porto, les dues primeres al nord i la darrera al sud), Punta dei Capo Marino (que separa les badies de Cannelle i Caldane) i la Punta Torricella (sud-est) L'illa era coneguda pel seu marbre (granit de Giglio).

## Història
Fou habitada des de l'edat del ferro i, probablement, fou una fortalesa etrusca. Sota els romans també fou una base militar i tenia el nom d'Igilium. Les restes d'una vila romana de Domici Aenobard es conserven a la zona del port, però un temple de Diana que hi va existir ha desaparegut totalment. Quan Roma fou conquerida per Alaric I el 410, molts fugitius de la ciutat van refugiar-se a l'illa. Carlemany la va donar a l'abadia de Tre Fontane de Roma, i després fou possessió dels Aldobrandeschi, Pannocchieschi, Caetani, Orsini i de la comuna de Perusa. El 1241 una flota imperial va destruir prop de l'illa a una flota genovesa. El 1264 va passar a Pisa, de la que va passar als Medici de Florència. Des del segle xv fou atacada per pirates, els atacs dels quals van durar fins al 1799. El darrer atac venia de Tunísia i fou rebutjat el 17 de novembre de 1799: va ser el darrer atac pirata musulmà contra territori europeu occidental. En el dos-cents aniversari de la batalla es va adoptar una bandera insular, tot reservant el gonfanó tradicional (restaurat 1998-1999) per les cerimònies.

### Naufragi del Costa Concordia

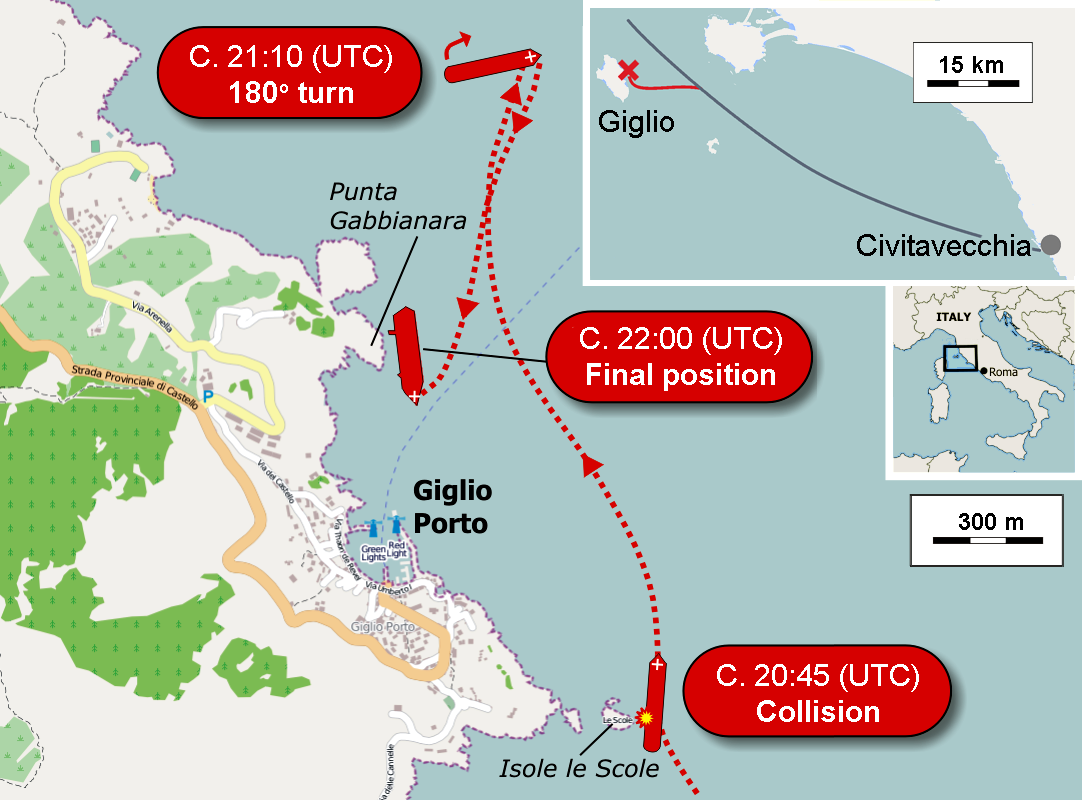
Localització del lloc de naufragi

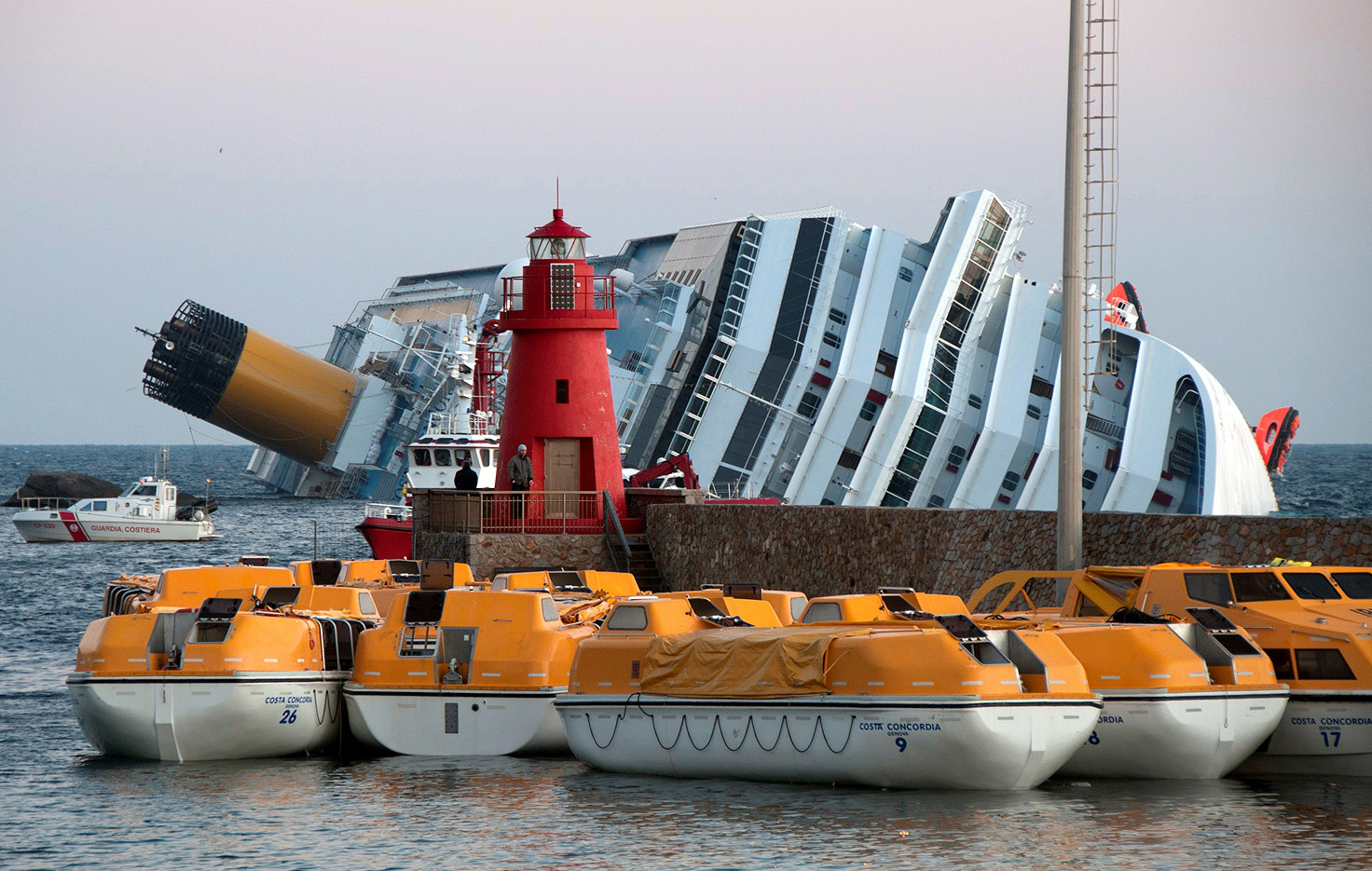
El naufragi del Costa Concordia

El 14 de gener del 2012 a prop de la costa de Giglio va naufragar el creuer Costa Concordia, de la cadena italiana de creuers Costa Crociere. El resultat del naufragi va ser l'evacuació de més de 4229 persones a bord. Van morir 32 persones. L'illa de Giglio va acollir la gent rescatada a les seves cases.